# André Wilhelm
André Wilhelm (* 7. Februar 1943 in Gosselming) ist ein ehemaliger französischer Radrennfahrer und nationaler Meister im Radsport.

## Sportliche Laufbahn
Wilhelm begann mit dem Radsport im Verein VC Metz. Er entwickelte sich zum Spezialisten für Querfeldeinrennen (heutige Bezeichnung Cyclosport), bestritt aber auch Straßenrennen. 1973, 1974 und 1979 siegte er in der nationalen Meisterschaft im Querfeldeinrennen. Bei den UCI-Weltmeisterschaften in dieser Disziplin gewann er 1973 die Silbermedaille hinter Erik De Vlaeminck und 1976 die Bronzemedaille, als Albert Zweifel den Titel holte.
Als Amateur gewann er 1966 eine Etappe des Circuit des Mines. 1969 wurde er Berufsfahrer im Radsportteam Sonolor-Lejeune. Er blieb bis 1973 aktiv. 1969 bestritt er die Tour de France. Er wurde 86. und damit Letzter des Klassements, was ihm die inoffizielle Auszeichnung mit der Lanterne Rouge einbrachte.